# Universum (revista)
Universum es una revista académica revisada por pares que se especializa en humanidades y ciencias sociales de Latinoamérica. Está publicada por el Instituto de Estudios Humanísticos Abate Juan Ignacio Molina  de la Universidad de Talca de Chile y también es financiada por dicha universidad, con el patrocinio de compañías locales. El editor-jefe es Francisco Javier Pinedo (Universidad de Talca).

## Alcance
Se comenzó a editar en 1986, con una frecuencia anual. A partir de 2004 se modificó la periodicidad, y comenzó a publicarse en forma semestral. En los últimos años se ha posicionado en diversos índices internacionales estando clasificada en la categoría B en Ciencias Sociales y en la A de Ciencias Humanas en la Clasificación Integrada de Revistas Científicas.